# قائمة الغابات الوطنية للولايات المتحدة

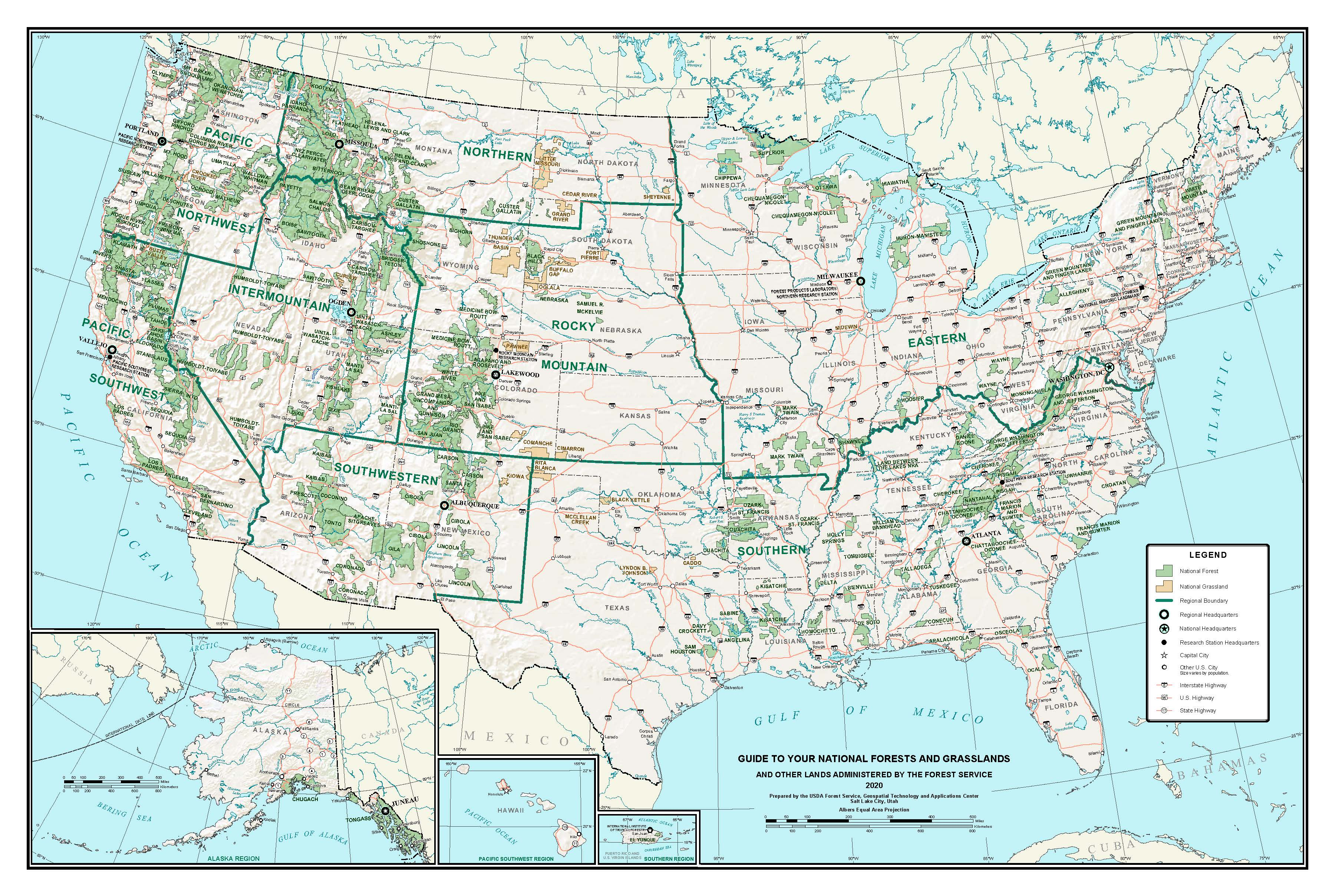
خريطة الغابات الوطنية والمراعي الوطنية للولايات المتحدة

يوجد في الولايات المتحدة 154 منطقة محمية تُعرف بالغابات الوطنية ، تغطي 188,336,179 أكر (762,169 كـم2؛ 294,275 ميل2). تدار الغابات الوطنية من قبل دائرة الغابات الأمريكية، وهي وكالة تابعة لوزارة الزراعة الأمريكية. اُنشئ أول غابة وطنية باسم محمية يلوستون للأخشاب والأراضي في 30 مارس 1891، ثم في وزارة الداخلية. في عام 1897، نص القانون العضوي على الأغراض التي يمكن من أجلها إنشاء محميات غابات، بما في ذلك الاحتفاظ بمخزون من الأخشاب، وحماية الغابة من التنمية، وتأمين إمدادات المياه. مع قانون محمية الغابات لعام 1891، يُمنح رئيس الولايات المتحدة سلطة وضع محميات الغابات جانباً في المجال العام. مع قانون النقل لعام 1905، أصبحت محميات الغابات جزءًا من وزارة الزراعة الأمريكية في خدمة الغابات الأمريكية المنشأة حديثًا.

## الغابات الوطنية
فيما يلي قائمة الغابات الوطنية للولايات المتحدة:
| الإسم             | صورة                                                                                    | الموقع                                           | تاريخ التشكيل   | المساحة                       |
| ----------------- | --------------------------------------------------------------------------------------- | ------------------------------------------------ | --------------- | ----------------------------- |
| أليغيني           | A photo of Allegheny Reservoir in fall                                                  | بنسيلفانيا 41°39′N 79°01′W / 41.650°N 79.017°W   | سبتمبر 24, 1923 | 513,655 أكر (2,078.7 كـم2)    |
| أنجيليس           | A photo of the San Gabriel Mountains                                                    | كاليفورنيا 34°24′N 118°10′W / 34.400°N 118.167°W | ديسمبر 20, 1892 | 661,565 أكر (2,677.3 كـم2)    |
| أنجلينا           | A photo of a ranger station in Angelina National Forest.                                | تكساس 31°13′N 94°17′W / 31.217°N 94.283°W        | أكتوبر 13, 1936 | 154,140 أكر (623.8 كـم2)      |
| اباتشي - سيتغريفز | A photo of the highlands from route 191 in Arizona in Apache–Sitgreaves National Forest | أريزونا 33°44′N 109°05′W / 33.733°N 109.083°W    | أغسطس 17, 1898  | 2,626,306 أكر (10,628.3 كـم2) |
| أبالاتشيكولا      | A photo of an artificial pond off of FH-111 in Apalachicola National Forest.            | فلوريدا 30°11′N 84°41′W / 30.183°N 84.683°W      | مايو 13, 1936   | 576,119 أكر (2,331.5 كـم2)    |